# Arnave (rivière)
Pour les articles homonymes, voir Arnave.
L'Arnave est une rivière du sud de la France, dans le département de l'Ariège affluent de l'Ariège donc un sous-affluent de la Garonne.

## Géographie
De 10,9 km de longueur, l'Arnave prend sa source dans les Pyrénées en Ariège sur la commune de Cazenave-Serres-et-Allens sous le nom de ruisseau de la Sécaille et se jette dans l'Ariège en rive droite sur la commune de Bompas.
L'Arnave serpente au travers des hautes vallées, plusieurs cascades le brisent par endroits et dont certaines sont impressionnantes, comme celle communément appelée "la poêle" à l'accès assez difficile.

## Départements et communes traversés
- Ariège : Bompas, Arnave, Cazenave-Serres-et-Allens.

## Principal affluent
- Ruisseau de la Montagne : 4 km